# Toppenish
Toppenish és una població dels Estats Units a l'estat de Washington. Segons el cens del 2000 tenia 8.946 habitants.

## Demografia
Segons el cens del 2000, Toppenish tenia 8.946 habitants, 2.275 habitatges, i 1.874 famílies. La densitat de població era de 1.837,3 habitants per km².
Dels 2.275 habitatges en un 52,1% hi vivien nens de menys de 18 anys, en un 59,1% hi vivien parelles casades, en un 16,3% dones solteres, i en un 17,6% no eren unitats familiars. En el 14,4% dels habitatges hi vivien persones soles el 7,1% de les quals corresponia a persones de 65 anys o més que vivien soles. El nombre mitjà de persones vivint en cada habitatge era de 3,88 i el nombre mitjà de persones que vivien en cada família era de 4,26.
Per edats la població es repartia de la següent manera: un 38,8% tenia menys de 18 anys, un 11,7% entre 18 i 24, un 27,5% entre 25 i 44, un 14,2% de 45 a 60 i un 7,9% 65 anys o més.
L'edat mediana era de 25 anys. Per cada 100 dones de 18 o més anys hi havia 103,5 homes.
La renda mediana per habitatge era de 26.950 $ i la renda mediana per família de 28.228 $. Els homes tenien una renda mediana de 22.264 $ mentre que les dones 19.704 $. La renda per capita de la població era de 9.101 $. Aproximadament el 29,2% de les famílies i el 32% de la població estaven per davall del llindar de pobresa.

## Poblacions més properes
El següent diagrama mostra les poblacions més properes.